# Schlegelella thermodepolymerans
Schlegelella thermodepolymerans es una bacteria gramnegativa del género Schlegelella. Fue descrita en el año 2003, es la especie tipo. Su etimología hace referencia a degradación de polímeros a alta temperatura. Se considera a Caenibacterium thermophilum como sinónima de esta especie. Es aerobia y móvil por flagelo polar. Tiene un tamaño de 0,5-0,6 μm de ancho por 1-2,8 μm de largo. Catalasa y oxidasa positivas. Forma colonias blancas, lisas y convexas. Temperatura de crecimiento entre 37-60 °C, óptima de 50 °C. Sensible a tetraciclina, kanamicina y cloranfenicol. Resistente a estreptomicina y ampicilina. Es capaz de sintetizar polihidroxialcanoatos. Se ha aislado de lodos activados y de residuos industriales. 